# Liste der Universitäten in Vermont
Liste von Universitäten und Colleges im US-Bundesstaat Vermont:

## Staatliche Hochschulen
- University of Vermont
- Vermont State Colleges
  - Castleton University
  - Johnson State College
  - Lyndon State College
  - Vermont Technical College

## Private Hochschulen
- Bennington College
- Burlington College
- Champlain College
- College of St. Joseph
- Goddard College
- Green Mountain College
- Landmark College
- Marlboro College
- Middlebury College
- Norwich University
- Saint Michael’s College (Vermont)
- School for International Training
- Southern Vermont College